# Nar, Nevşehir
Nar là một thị trấn thuộc thành phố Nevşehir, tỉnh Nevşehir, Thổ Nhĩ Kỳ. Dân số thời điểm năm 2011 là 2.834 người.